# Altair BASIC
Altair BASIC (původní název byl MITS 4K BASIC) byl významný krok v počítačové historii. Altair BASIC se stal programovacím jazykem pro první celosvětově[zdroj?] úspěšný osobní počítač MITS Altair 8800. Stejně to byl i první produkt společnosti Microsoft (v té době Micro-Soft).
Na tvorbě interpretu se podíleli Bill Gates, Paul Allen a Monte Davidoff bez jakéhokoliv přístupu k počítači Altair nebo procesoru Intel 8080 (použili svůj vlastní simulátor procesoru 8080, simulátor běžel na minipočítači PDP-10).